# Empis dixi
Empis dixi är en tvåvingeart som beskrevs av Steyskal 1969. Empis dixi ingår i släktet Empis och familjen dansflugor. Inga underarter finns listade i Catalogue of Life.